# Webley Mk. 1 (пістолет)

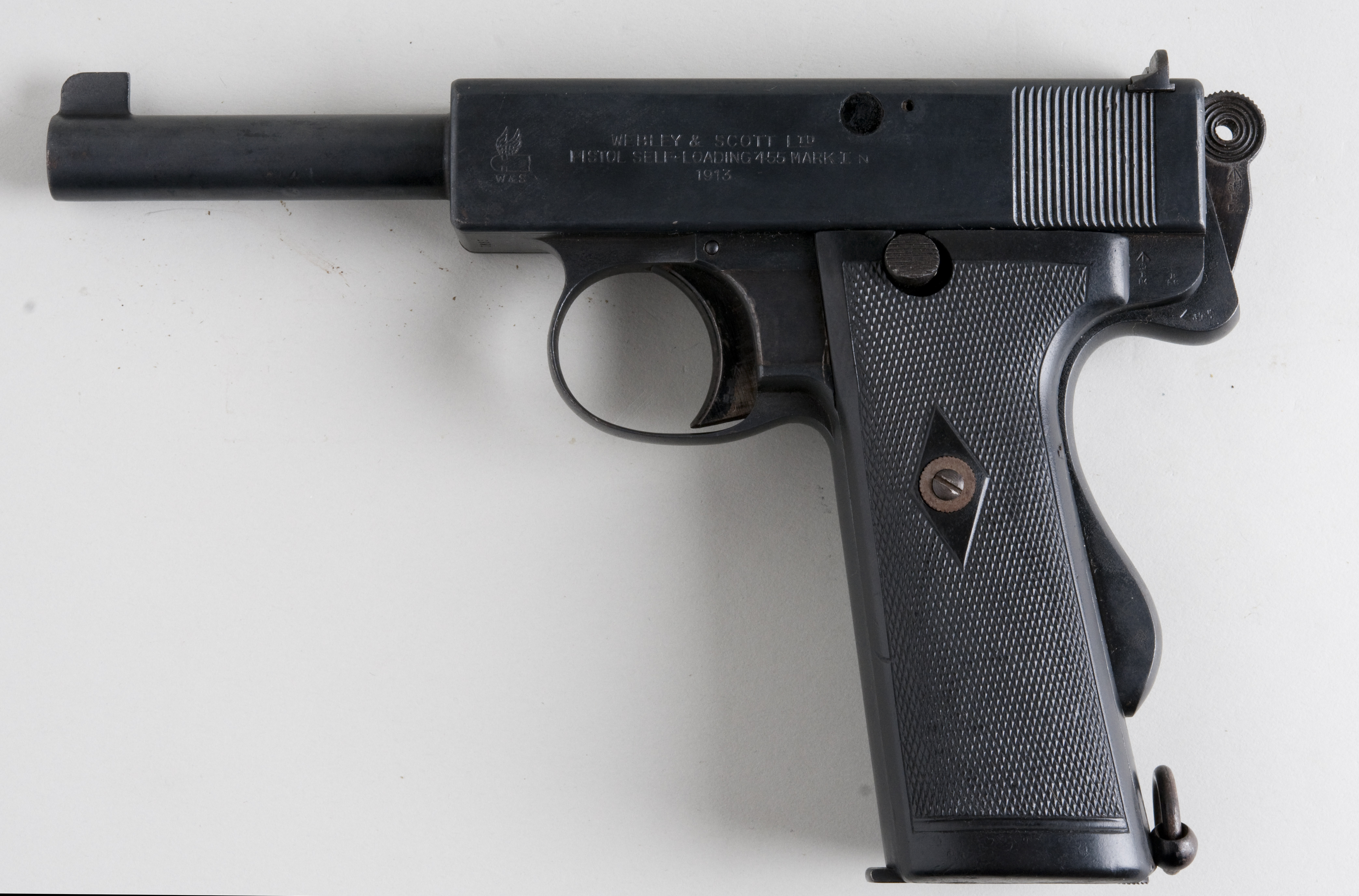
Webley Mk. 1 під набої .455 Webley Auto Mk I

Webley Mk. 1 — британський самозарядний пістолет.

## Історія
Пістолет розроблений в 1910 році компанією Webley & Scott. Попередником Mk. 1 був невдалий пістолет Webley-Mars. Mk. 1 під набої .38 ACP прийняли на озброєння поліції Лондона в 1911 році. Варіант під патрон .455 Webley Auto Mk I був прийнятий на озброєння Королівського флоту в 1912 році і став першим самозарядним пістолетом, прийнятим на озброєння у британській армії. Також пістолет взяли на озброєння королівська кінна артилерія та Королівський авіаційний корпус. Пістолет виробляли з 1910 до 1932 року, на озброєнні перебував до 1942 року.  

## Конструкція
Перші моделі Мк. 1 мали запобіжник на лівій стороні затвора. Пізніше його перенесли на ліву частину рами. Службові версії також були оснащені автоматичним запобіжником на рукоятці.

### Недоліки
Набій, заряджений кордитом, сильно забруднював ствол, що спричиняло часті заклинювання. Проблема була вирішена в 1914 році шляхом заміни кордиту на нітроцелюлозу. Новий набій для Mk.1 був названий Mark Iz. Окрім цього, пістолет було незручно тримати в руці через його об'ємну і незручну рукоятку.

## Тактико-технічні характеристики
- Принцип роботи — віддача ствола з коротким ходом
- Маса — 1.13 кг
- Довжина — 216 мм
- Довжина ствола — 127 мм
- Набій — .455 Webley Auto Mk I
- Початкова швидкість кулі — 236 м/с
- Місткість магазина — 7 набоїв.